# Johann Abraham Albers

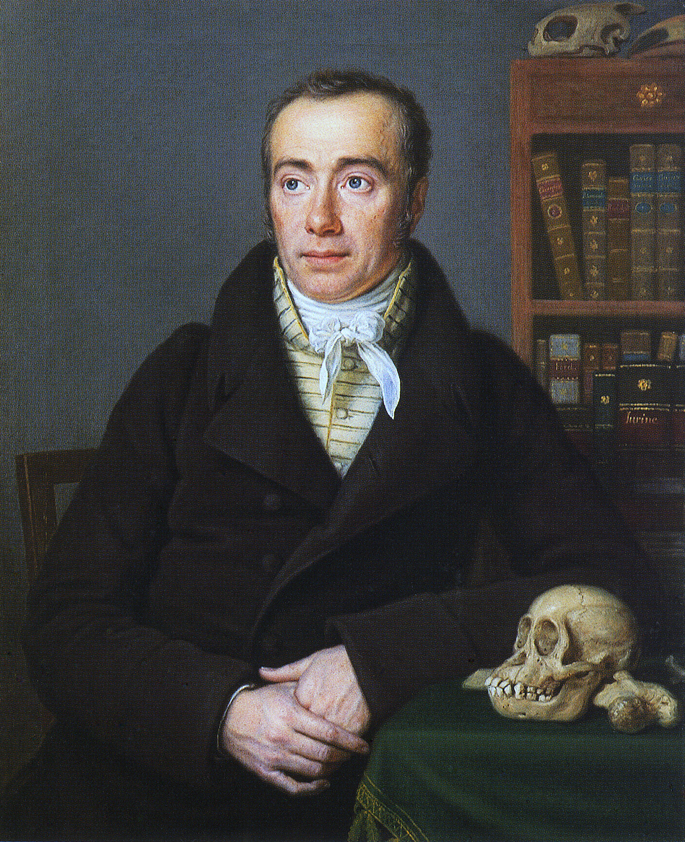
Johann Abraham Albers (1813 von Georg Friedrich Adolph Schöner porträtiert)

Johann Abraham Albers (* 20. März 1772 in Bremen; † 24. März 1821 ebenda) war ein deutscher Arzt und Geburtshelfer.

## Leben und Wirken
Albers war siebtes von zwölf Kindern des Bremer Kaufmannes Johann Christoph Albers und dessen Ehefrau Maria Catharina Retberg und ging in Braunschweig zur Schule (Carolinum). Er studierte von 1789 bis 1795 in Göttingen und Jena Humanmedizin, wo er in Kontakt zu Christoph Wilhelm Hufeland kam, und promovierte 1795 in Jena über Aszites. Nach dem Studium ging Albers nach Marburg, Wien, London und Edinburgh.
Ab 1797 ließ er sich in seiner Heimatstadt Bremen nieder, wo er eine Praxis als Stadtphysikus und Geburtshelfer eröffnete. Er heiratete am 20. Februar 1799 in Bremen Marie Wilhelmine Retberg und verfestigte damit die Familienbande zwischen den Albers und den Retberg, da ja auch sein Vater eine Retberg geheiratet hatte. Das Ehepaar bekam insgesamt 8 Kinder, von denen drei jedoch, wie in damaligen Zeiten häufig, bereits im Kindesalter starben.
Auf Albers geht der Begriff der Argyrie zurück, den er 1816 einführte. Albers ist auch für seine Studien zum Croup bekannt geworden. Albers führte eine umfangreiche Korrespondenz mit in- und ausländischen Kollegen. Er sammelte eine Gruppe von interessierten Kollegen um sich, die ausländische Fachartikel ins Deutsche übersetzten. 1802 gründete er eine Fachzeitschrift mit dem Namen Americanische Annalen der Arzneykunde, Naturgeschichte, Chemie und Physik die zweimal im Jahr deutschen Lesern einen Einblick in die damaligen Forschungen in den USA geben sollte und dem amerikanischen Präsidenten Thomas Jefferson gewidmet war. Die Zeitschrift erschien jedoch nur dreimal, aufgrund der napoleonischen Kriege musste die Publikation eingestellt werden. 1803 wurde er zum korrespondierenden Mitglied der Göttinger Akademie der Wissenschaften gewählt. Die Bayerische Akademie der Wissenschaften wählte Albers 1808 zum korrespondierenden Mitglied ihrer Mathematisch-Physikalischen Klasse.
Eine anekdotenreiche Charakterskizze hat sein Zeitgenosse, der 1817–1819 in Bremen tätige Pädagoge Gerd Eilers (1788–1863) der Nachwelt in seiner Autobiographie hinterlassen.

## Schriften (Auswahl)
- Observations on a change of colour in the skin, produced by the internal use of the nitrate of silver. In: Medico-chirurgical Transactions. Band 7, Teil 1, 1816, S. 284–290 (Digitalisat) – mit einem Zusatz von Peter Mark Roget.
- History of a case of angina polyposa or croup, which terminated successfully under the use of calomel and emetics. Arm. Med., 1801, 5, S. 384.
- Americanische Annalen der Arzneykunde, Naturgeschichte, Chemie und Physik. 1802.
- Preisfrage, worin besteht eigentlich das Uebel, das unter dem sogenannten freiwilligen Hinken der Kinder bekannt ist. J. Geistinger, Wien 1807.